# Antonio Hompanera de Cos
Antonio Hompanera de Cos (n. Mantinos, província de Palència) fou un polític espanyol de la primera meitat del segle xix, ministre durant la minoria d'edat d'Isabel II d'Espanya.
Treballà com a advocat i fou elegit diputat per la província de Palència a les Corts Espanyoles de 1836, 1837 i 1841. Fou Ministre de la Governació de desembre de 1838 a maig de 1839, en el gabinet d'Evaristo Pérez de Castro. El 10 de maig de 1839 fou substituït per Lorenzo Arrazola García